# 後生大事
後生大事（ごしょうだいじ）は、仏教が由来の言葉。

## 概要
死後での安楽を重視するために、仏教での教えを守り信仰につとめるということである。このことから転じて、物事を行う場合には常に心をこめて勤めたり、物品を長く大切に用いるという意味でこの言葉が用いられる。

### 歴史
この言葉は、仏教の釈迦の教えが由来である。釈迦は人の死後は自業自得で長い間苦しみ続ける地獄に堕ちると教えており、これが後生大事である。釈迦は全ての人に地獄に堕ちるという後生大事があると教えられていたのだが、その後生大事を解決する方法も明らかにされ、その解決する方法というのが阿弥陀仏の本願であった。
本地物では神仏とは元は人であり、苦しむ人々を救済するために死んだ人が死後に神仏となって顕れたと考えると分かりやすい。そしてその観念というのが、後生大事を説くということであった。本地物で説かれていたことというのは、この世で辛酸をなめた人が来世では神仏にもなることができるために、仏教の教えを敬い死後のことを考えよというものなのであった。教理として正当である内容も物語として語られていたために、人々の生活の意識の中に深く染み込んでいった。この意味で後生大事とは生活の中の仏教の一面といえる。